# Контактна мережа

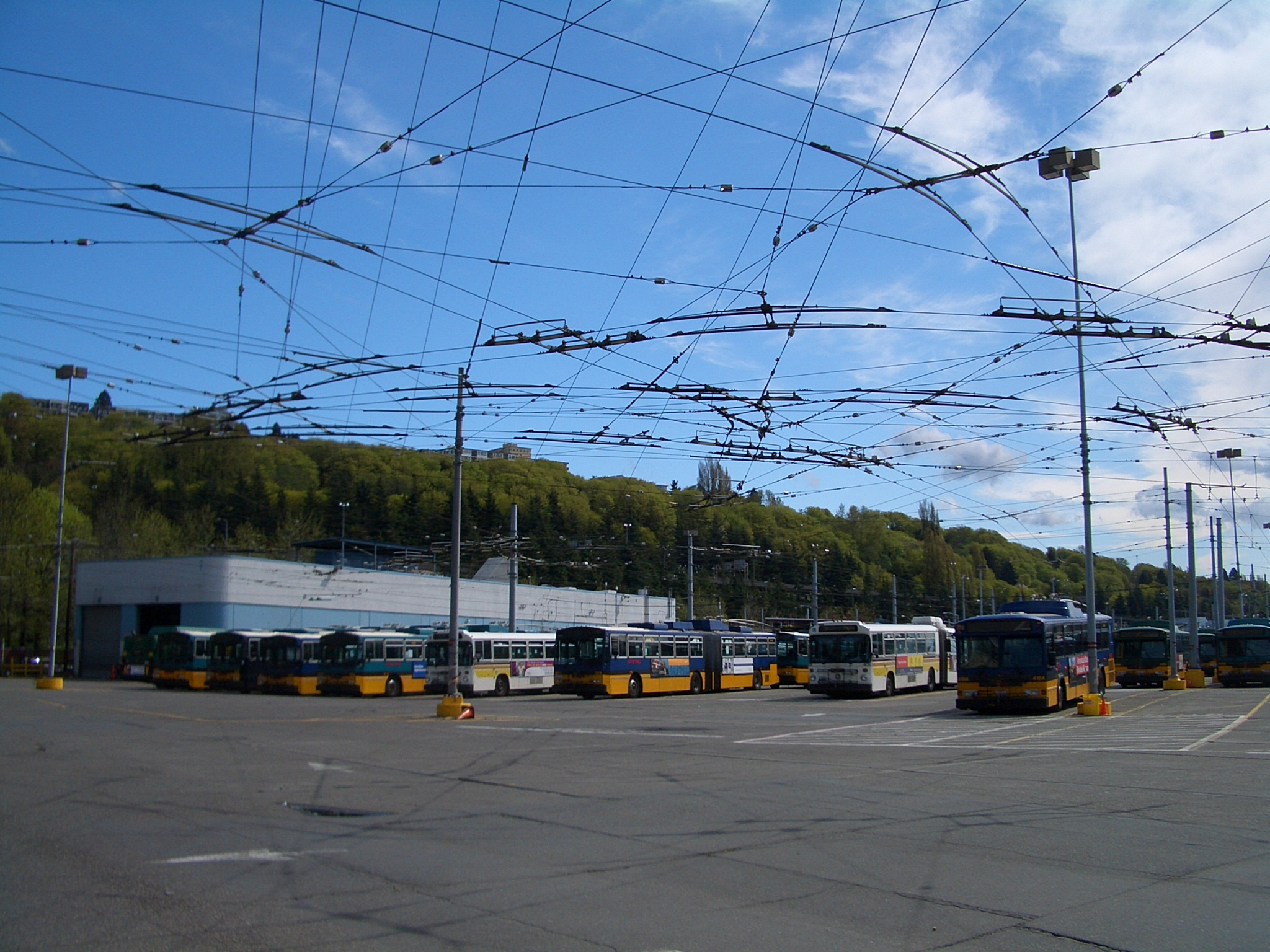
Густа контактна мережа в тролейбусному парку Сієтла

Конта́ктна мере́жа — технічна споруда електрифікованих залізниць та інших видів транспорту (метро, трамвая, тролейбуса, фунікулера), що служить для передачі електроенергії з тягових підстанцій на рухомий склад. Крім того, за допомогою контактної мережі забезпечується постачання нетягових залізничних споживачів (освітлення станцій, переїздів, живлення колійного інструменту).
Контактна мережа буває двох типів:
- Повітряна контактна мережа.
- Контактні рейки (на тролейбусі не застосовуються).

Попри те, що на рейковому транспорті ходові рейки зазвичай застосовуються для відводу зворотного тягового струму, — вони, як правило, не розглядаються як частини контактної мережі.
Основними елементами контактної мережі є:
- Опори та опорні конструкції
- Контактні підвіски
- Арматура та спецчастини
- Контактні, живильні й допоміжні дроти, підключені до електричної мережі

## Повітряна контактна мережа

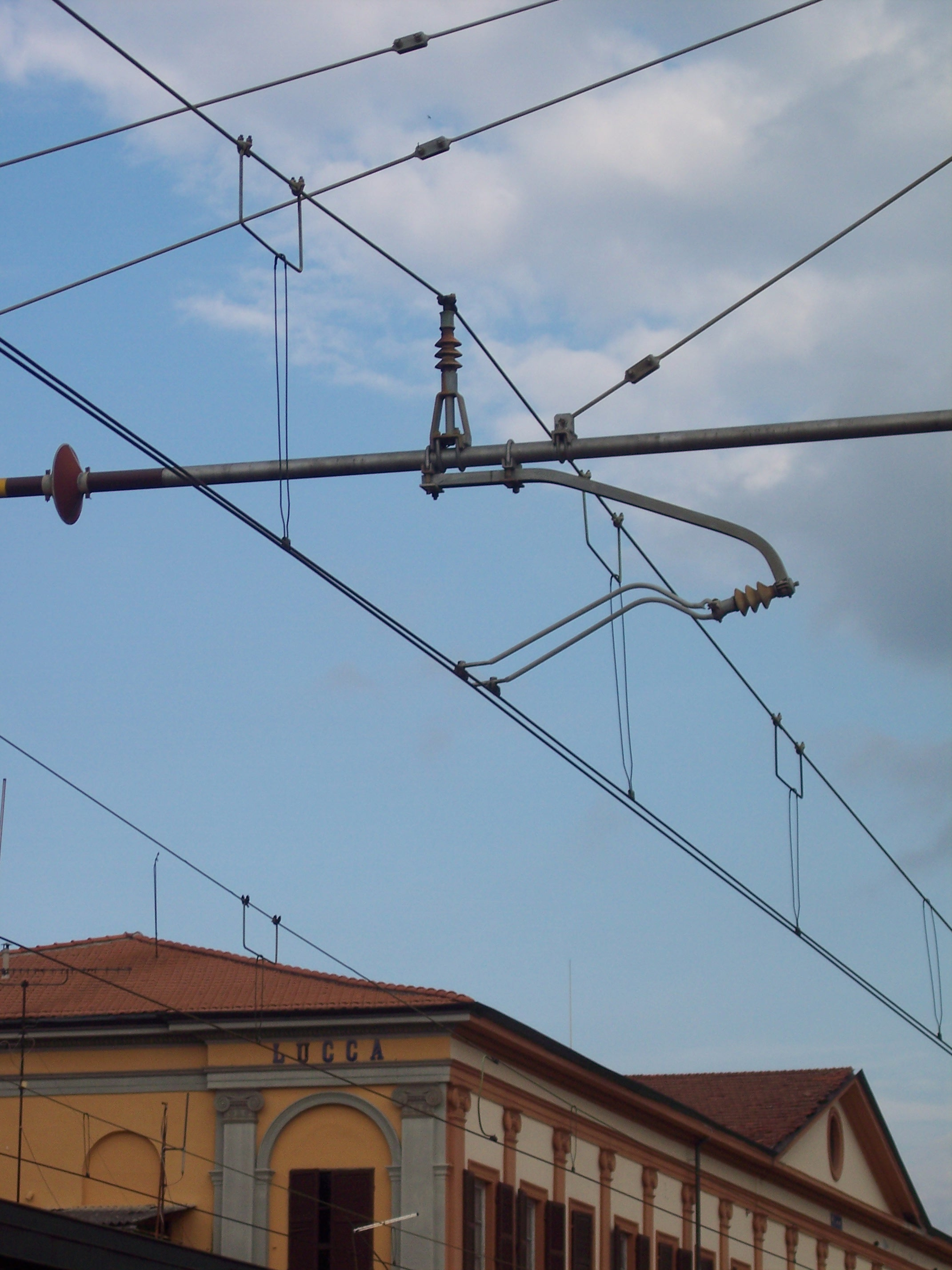
Контактна мережа трамвая

Розріз контактного проводу

Складові частини повітряної контактної мережі:
- тримальний трос
- Арматура
- Спеціальні частини для контактної мережі (перетини, стрілки, секційні ізолятори)
- Підсилювальний провід
- Контактний провід

Повітряна контактна мережа підвішується на різних опорах. При цьому між точками підвіски спостерігається провисання контактного проводу. Велика стріла провисання шкодить контактній мережі, тому що рухомий вздовж контактного проводу струмоприймач може в точках підвіски відриватися від проводу.
- Підвіска

У момент відриву між струмоприймачем і проводом утворюється електрична дуга. Відновлення контакту відбувається з ударом струмоприймача про провід. Також відбувається розгойдування струмоприймачів. Перераховані явища прискорюють знос контактного проводу і струмоприймачів, погіршують якість струмознімання, а також створюють радіоперешкоди. Уникнути цих явищ дозволяють:
- Еластична підвіска. При цьому проходячи точку підвісу, струмоприймач підіймає підвіс.
- Регулювання натягу проводу з метою зменшення стріли провисання. Регулювання може здійснюватися як вручну, двічі на рік, так і автоматично, за допомогою противаг. Деякі різновиди підвісок, наприклад маятникова, не вимагають спеціальних пристосувань для регулювання натягу.

### Найпоширеніші види підвісок
- Проста контактна підвіска — провід, вільно висить між розташованими на опорах точками підвісу. Застосовуються в наш час[коли?] тільки для пристрою контактної мережі в умовах кар'єрів, а також для трамвайних ліній.
- Поперечно-ланцюгова контактна підвіска — контактний дріт між опорами контактної мережі висить не вільно, а на часто розташованих дротах, званих струнами, які прикріплені іншим кінцем до тримального тросу.
- Повздовжно-ланцюгова контактна підвіска — вздовж траси натягнутий поздовжній трос, підвішений на жорстких або гнучких поперечинах. До нього за допомогою струн підвішений контактний провід. Така підвіска дуже еластична, завдяки цьому, контактний дріт менше зношується, що продовжує термін його служби.

## Контактна рейка
Контактна рейка — жорсткий контактний дріт, призначений для здійснення ковзного контакту з струмоприймачем рухомого складу (електровоза, моторного вагона). Виготовляється з м'якої сталі, форма і поперечні розміри схожі з формою і розмірами звичайних рейок. Рейка кріпиться за допомогою ізоляторів до кронштейнів, які своєю чергою монтуються на шпали ходових рейок.

## Секціонування контактної мережі
Для забезпечення можливості живлення контактної мережі від кількох тягових підстанцій, а також для ремонту окремих ділянок без відключення всієї контактної мережі, застосовується секціонування контактної мережі. При цьому, контактна мережа розбивається на ділянки, — т. з. секції. Кожна секція живиться окремим фідером від тягової підстанції. У разі несправності на тягової підстанції (або пошкодження фідера) зазвичай є можливість живити секцію від іншої тягової підстанції. Таким чином, секціонування підвищує надійність контактної мережі, забезпечуючи безперебійну подачу електроенергії.

## Ізоляція секцій
Для забезпечення надійної ізоляції секцій та запобігання утворення дуги, яка може порушити ізоляцію між секціями при проходженні струмознімачів з однієї секції в іншу використовуються секційні ізолятори.